# Diocesi di Cilibia
La diocesi di Cilibia (in latino Dioecesis Cilibiensis) è una sede soppressa e sede titolare della Chiesa cattolica.

## Storia
Cilibia, forse identificabile con Henchir-Kelbia nell'odierna Tunisia, è un'antica sede episcopale della provincia romana dell'Africa Proconsolare, suffraganea dell'arcidiocesi di Cartagine.
Sono tre i vescovi noti di questa antica sede episcopale. Tertullo fu tra i vescovi donatisti presenti alla conferenza di Cartagine del 411, che vide riuniti assieme i vescovi cattolici e donatisti dell'Africa. Nel concilio di Cartagine del 525 prese parte il vescovo Restituto. Infine nel concilio del 646 partecipò il vescovo Giovanni.
Dal 1933 Cilibia è annoverata tra le sedi vescovili titolari della Chiesa cattolica; la sede è vacante dal 1º luglio 2025.

## Cronotassi

### Vescovi
- Tertullo † (menzionato nel 411) (vescovo donatista)

- Restituto † (menzionato nel 525)
- Giovanni † (menzionato nel 646)

### Vescovi titolari
- Víctor Manuel López Forero † (7 giugno 1985 - 21 giugno 1994 nominato arcivescovo di Nueva Pamplona)
- Javier Echevarría Rodríguez † (21 novembre 1994 - 12 dicembre 2016 deceduto)
- Edvard Kava, O.F.M.Conv. (13 maggio 2017 - 1º luglio 2025 nominato vescovo di Kam"janec'-Podil's'kyj)